# Milka Duno
Milka Duno (ur. 22 kwietnia 1972 roku w Caracas) – wenezuelska zawodniczka startująca w wyścigach samochodowych.
Zanim została kierowcą wyścigowym była modelką. Karierę za kierownicą rozpoczęła w swojej ojczyźnie w 1996 roku. W trzecim sezonie startów została wicemistrzynią kraju w Pucharze Porsche, po czym przeniosła się do Stanów Zjednoczonych, gdzie spędziła dwa lata celem zebrania większego doświadczenia wyścigowego. Brała wówczas udział w szkoleniowym cyklu Barber Pro Series.
W latach 2001–2003 startowała w serii World Series by Nissan, natomiast w 2004 roku powróciła do klasy samochodów sportowych. Rozpoczęła pełny program startów w amerykańskiej serii prototypów Grand-Am. W 2007 roku zajęła drugie miejsce w 24-godzinnym wyścigu na torze Daytona, co jest najlepszym wynikiem osiągniętym przez kobietę w historii tych zawodów.
W sezonie 2007 rozpoczęła starty w amerykańskiej serii wyścigowej IndyCar Series. Wystąpiła w siedmiu wyścigach (wyłącznie na torach owalnych) w barwach zespołu SAMAX Motorsport. W sezonie 2008 przeniosła się do zespołu Dreyer & Reinbold Racing. Jej najlepszym wynikiem jest jedenaste miejsce, uzyskane na torze Texas Motor Speedway w czerwcu 2007 roku.
W 2009 roku miała szansę na angaż w zespole Newman/Haas/Lanigan Racing (głównie za sprawą swoich sponsorów), lecz ostatecznie ponownie występuje w Dreyer & Reinbold Racing.

## Starty w karierze
| Sezon | Seria                        | Zespół                   | Starty | PP | Zwyc. | Punkty | Pozycja |
| ----- | ---------------------------- | ------------------------ | ------ | -- | ----- | ------ | ------- |
| 2005  | Rolex Sports Car Series (DP) |                          | 14     | 0  | 1     | 285    | 8.      |
| 2006  | Rolex Sports Car Series (DP) |                          | 14     | 0  | 0     | 276    | 23.     |
| 2007  | Rolex Sports Car Series (DP) |                          | 3      | 0  | 0     | 80     | 38.     |
| 2007  | IRL IndyCar Series           | SAMAX Motorsport         | 7      | 0  | 0     | 96     | 20.     |
| 2008  | IRL IndyCar Series           | Dreyer & Reinbold Racing | 11     | 0  | 0     | 140    | 25.     |
| 2009  | IRL IndyCar Series           | Dreyer & Reinbold Racing | 9      | 0  | 0     | 113    | 24.     |
| 2010  | IRL IndyCar Series           | Dale Coyne Racing        | 16     | 0  | 0     | 184    | 23.     |

## Starty w Indianapolis 500
| Rok  | Nadwozie | Silnik | Start | Wynik | Uwagi                   |
| ---- | -------- | ------ | ----- | ----- | ----------------------- |
| 2007 | Dallara  | Honda  | 29    | 31    | Wypadek                 |
| 2008 | Dallara  | Honda  | 27    | 19    |                         |
| 2009 | Dallara  | Honda  | 30    | 20    |                         |
| 2010 | Dallara  | Honda  |       |       | Nie zakwalifikowała się |